# Salmansweiler Hof (Überlingen)

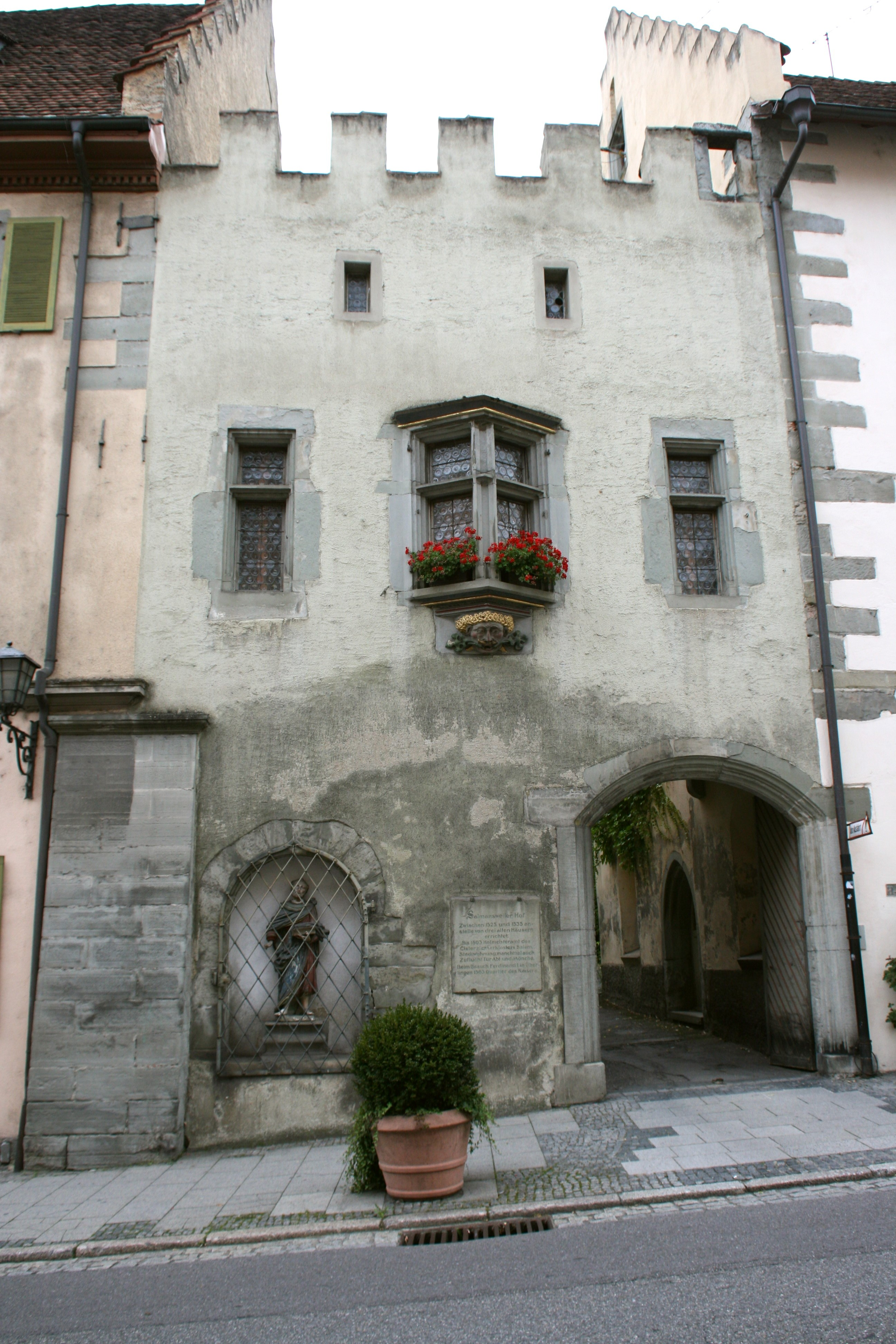
Torbau des Salmansweiler Hofs

Der Salmansweiler Hof ist ein denkmalgeschützter, im äußeren noch teils spätgotischer, Gebäudekomplex in der Stadt Überlingen. In ihm war von 1530 bis 1803 der Pfleghof des damaligen Zisterzienserklosters Salem (früher auch Salmannsweiler genannt) eingerichtet.

## Geschichte
Um 1211 hatte die Abtei Salem ein Grundstück sowie mehrere Güter in Überlingen erworben und richtete dort einen Pfleghof ein. Dieser fand erstmals im Jahr 1231, im Privileg König Heinrichs VII. zusammen mit den Höfen des Klosters im Ulm und Esslingen am Neckar, Erwähnung. In den folgenden Jahren gewann Salem weiteren Besitz in Überlingen und erbaute unter anderem einen Hofkomplex mit Steinhaus, sowie 1319 einen Neubau mit Gewölbekeller und Kornböden, unweit des Münster St. Nikolaus.
Die Zisterzienser erwarben 1525 und 1527 zwei benachbarte große Anwesen mit drei Häusern an der Oberen Marktstraße (heute Franziskanerstraße) in Überlingen. Ab 1530 entstand an diesem Platz der neue Stadthof der Reichsabtei. Ungeklärt ist, ob und wie viel Bausubstanz der drei Vorgängerhäuser in den Bauten der heute bestehenden Gebäude miteinbezogen wurde.
Die neue Anlage setzt sich aus zwei traufständigen Massivbauten mit Treppengiebeln zusammen, die durch einen zweigeschossigen, Zinnenbekrönten Torbau mit spätgotischem Erker, miteinander verbunden sind. Diese Zinnen am Verbindungsbau haben hier jedoch keine reale Funktion, sie stellten lediglich Herrschaftssymbole der Reichsabtei dar. Eine Reihe von Wirtschaftsgebäuden entstanden zur gleichen Zeit in dem dahinter liegenden großzügigen Hof zwischen Steinhaus- und Turmgasse. Gekennzeichnet von zwei spitzbogigen Fenstern, wurde 1535 im Erdgeschoss des nördlichen Baues eine sterngewölbte spätgotische Kapelle eingebaut. In ihr befindet sich heute ein Ladenlokal.
Für die damalige Bedeutung und Ausstattung des Salmansweiler Hofes spricht, dass Kaiser Ferdinand I., anlässlich seines Besuches der Reichsstadt Überlingen, im Jahr 1563 dort wohnte. Der Hof galt außerdem als Zufluchtsort für Abt und Mönche des Zisterzienserklosters. Nach der Säkularisation beherbergte der Südflügel des einstigen Pfleghofs bis zum Beginn des 20. Jahrhunderts eine Bierbrauerei samt Gaststätte. Im Nordflügel war die Druckerei der damaligen lokalen Überlinger Zeitung (Der Seebote) untergebracht. Mittlerweile dient der Gebäudekomplex als Wohn- und Geschäftshaus.

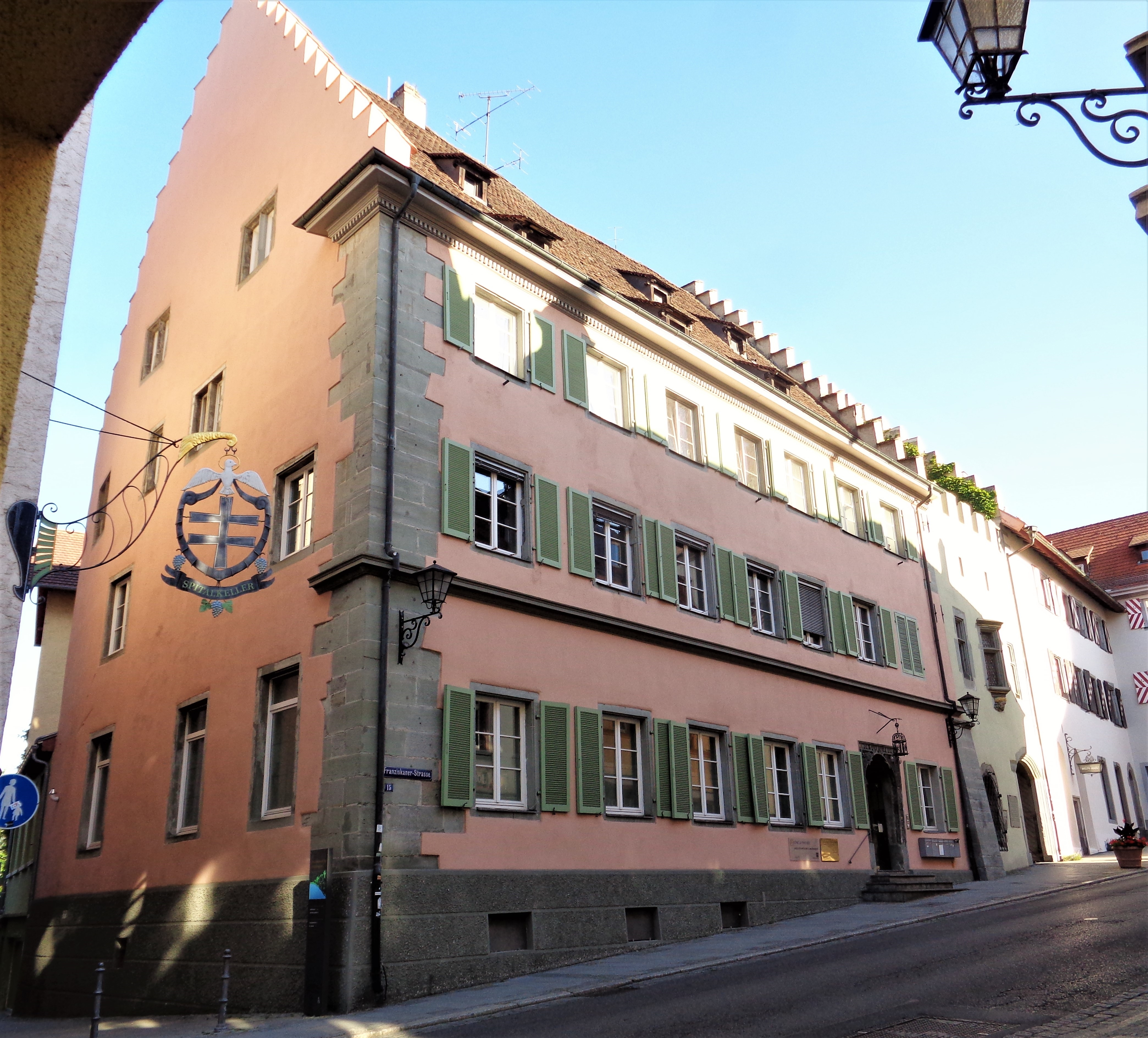
Südflügel
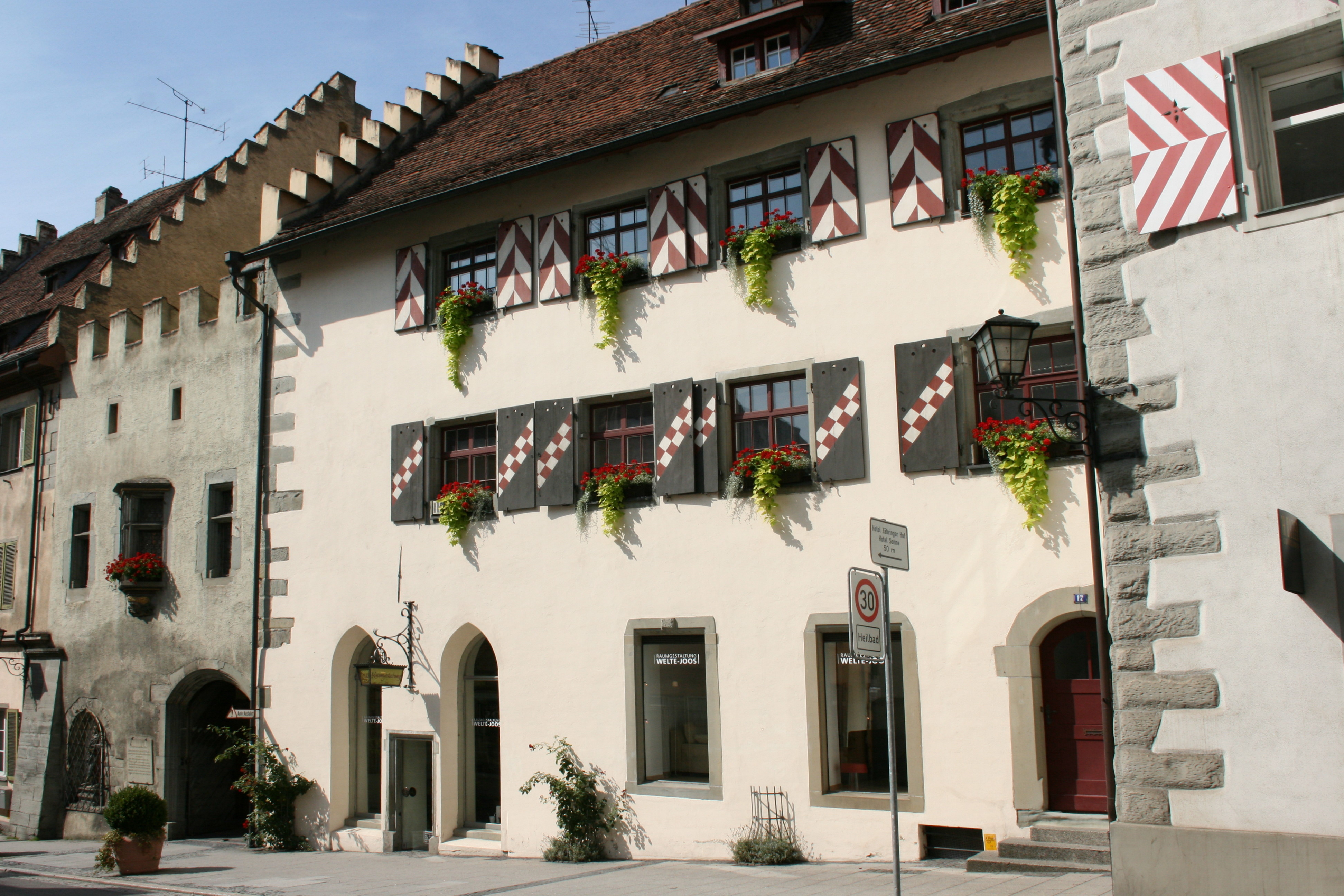
Nordflügel
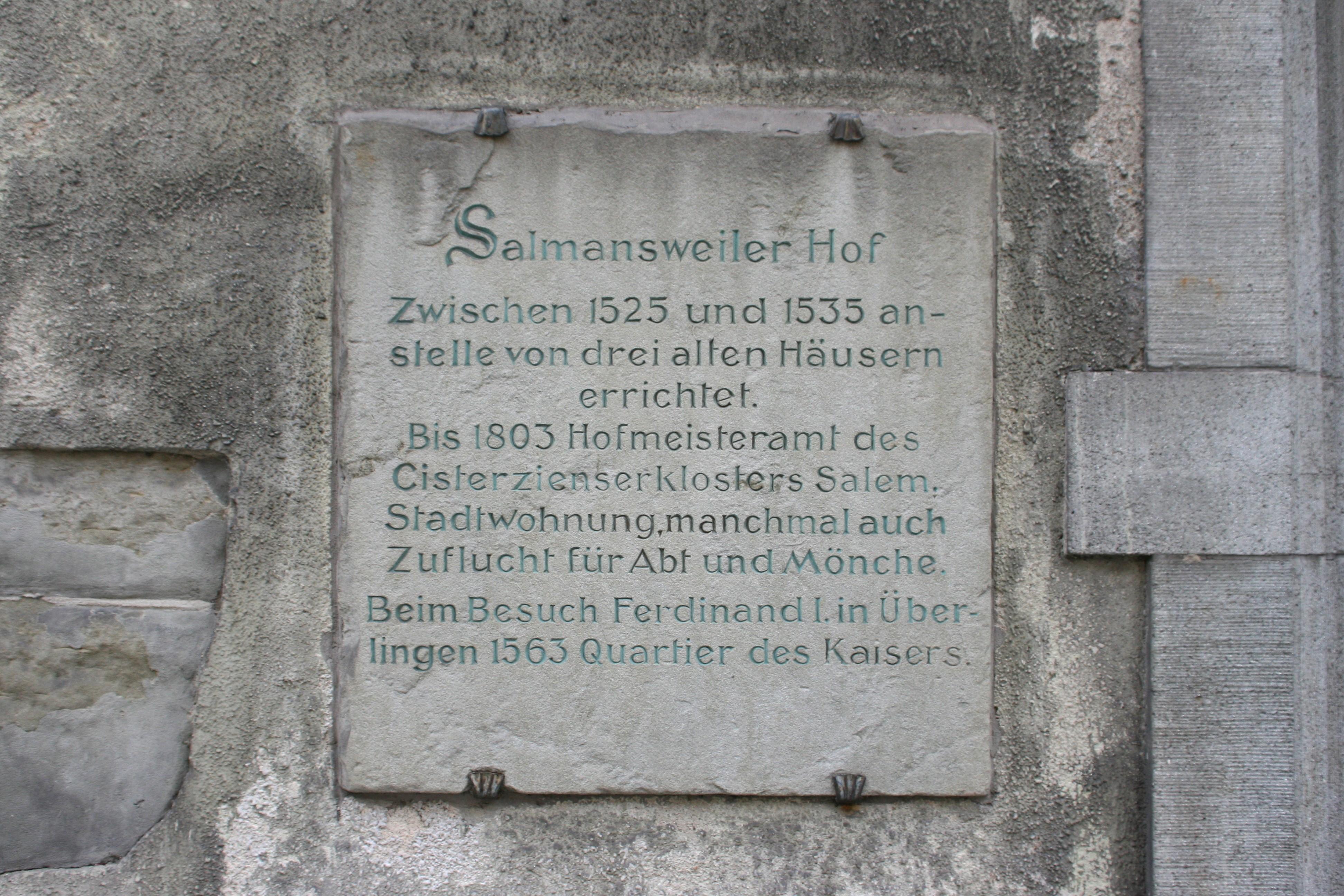
Geschichte des Pfleghofs